# Lepmia
Lepmia (лат.) — род слепней из подсемейства Pangoniinae, распространённый в Южной Америке.

## Внешнее строение
Опушенные мухи длиной тела от 11 до 15,5 мм. Глаза в волосках. У самцов глаза соприкасаются, размер верхних и нижних фасеток явно не различается. Хоботок толстый, лишь слегка длиннее головы. Сосательные лопасти редуцированы. Щупики обычно короткие. Среднеспинка без явных полосок, густо покрыта волосками. Крылья дымчато-коричневые или серые Брюшко выпуклое, округлое с незначительным блеском, без выраженных пятен.

## Экология
Самки кровососущие. Личиночные стадии не описаны.

## Классификация
В состав рода включают 6 видов. Первоначально рассматривался в составе рода Scaptia в ранге подрода, но в 2014 году австралийский диптеролог Брайан Лессард выделил его в отдельный род. В 2020 году три вида этого рода Lepmia atra, Lepmia grisea и Lepmia leucothorax было предложено выделить в самостоятельный род Sixtomyia.
- Lepmia atra (Philippi, 1865)
- Lepmia grisea (Jaennicke, 1867)
- Lepmia hibernus (Wilkerson & Coscarуn, 1984)
- Lepmia leucothorax (Ricardo, 1900)
- Lepmia molesta (Wiedemann, 1828)
- Lepmia seminigra (Ricardo, 1902)

## Распространение
Встречается в от юга Бразилии (Минас-Жерайс, Эспириту-Санту, Сан-Паулу и Рио-де-Жанейро) до северной части Чили (Мауле, Атакама).